# Дигитализация
Дигитализация (цифровизация) е процес на преобразуване на информация в цифров формат (т.е. електронен), в които информацията е организирана в битове. Резултатът е представянето на даден обект, изображение, звук, документ или сигнал (обикновено аналогов) чрез генериране на поредица от числа, които описват отделен набор от неговите точки или проби (дискретизация). Резултатът се нарича цифрово представяне, или по-точно цифрово изображение за обекта, както и цифрова форма за сигнал. В съвременната практика, дигитализираните данни са под формата на двоични числа, които улесняват компютърна обработка и други операции, но строго погледнато, записа просто означава превръщането на аналоговия изходен материал в цифров формат на десетичната или всяка друга приложима бройна система.

## Конвертиране на сигнали
Преобразуването на аналоговия сигнал в цифрова информация, посредством преобразувател на този сигнал се нарича семплинг. Според теорията на информацията, семплинг представлява редуциране на информация. Повечето цифрови медии са базирани върху превода на аналогови данни в цифрови данни и обратното (виж дигитален запис, дигитално видео, телевизията, сравнена с цифровата телевизия).

## Обработка на данни
За разлика от аналоговите данни, цифровите се подлагат на обработка много по-лесно и крайният резултат може да бъде възпроизвеждан неограничено без да се загуби качеството. Математическите операции могат да се прилагат към произволна цифрова информация независимо от тяхната интерпретация (може да се добави „2“ към данните, „65“ и да се представят като резултат на шестнадесетично число „43“ или с буквата „С“). Ето защо е възможно да се използва една и съща операция за свиване на информация върху текстовия, картинния или звуков файл. Основите на действията по цифрова информация са описани в цифрова обработка на сигнали.